# Carletto il principe dei mostri
Carletto il principe dei mostri (怪物くん?, Kaibutsu-kun) è un manga di Fujiko Fujio, autore anche di altri manga di successo (tra cui Doraemon). È stato pubblicato da gennaio 1965 a maggio 1969 da Shōnen Gahōsha sulle pagine di Shonen King e successivamente raccolto in 15 volumi tankōbon. In Italia è stato distribuito da J-Pop il 20 novembre 2019 in due volumi contenenti una selezione delle storie migliori con il titolo Il principe dei mostri.

## Evoluzione storica
Nel 1968 ne è stata tratta una prima serie anime in bianco e nero, composta da 50 episodi e mai arrivata in Italia. Nel 1980 ne è stata prodotta un'altra a colori, formata da 94 episodi di 20 minuti (contenenti 2 segmenti ciascuno per 188 episodi). In Italia quest'ultima è stata trasmessa per la prima volta nel 1983 da Italia 1, in un'edizione italiana parziale comprendente i primi 52 episodi per un totale di 104 segmenti, successivamente replicata su reti regionali. Nel 2009 la Yamato Video ha prodotto e pubblicato in DVD una nuova edizione di questa serie, che comprende parte degli episodi editi in passato e 3 segmenti inediti, per un totale di 44 episodi per 88 segmenti: questa edizione è stata trasmessa più volte in TV su vari canali digitali e satellitari. Dal 1º gennaio 2019 arrivano gli episodi inediti doppiati. Il totale degli episodi della serie trasmessi in Italia sono 185 dei 188 episodi più 2 speciali.
Nel 2010 è stato trasmesso in Giappone anche un omonimo dorama in 10 puntate, conosciuto con il titolo internazionale di Monster. Ad esso è seguito anche un film in 3D, distribuito nel 2011.

## Trama
Il piccolo Carletto, principe di un Paese abitato dai mostri noto come Mostrilandia, decide di venire ad abitare sulla Terra, a Tokyo, insieme ai suoi aiutanti, Conte Dracula, Frank e Uomo Lupo, per poter avere un po' di tranquillità, per ordine di suo padre il re che si preoccupa per il futuro. Carletto diventa presto amico di Hiroshi, un bambino intraprendente che vive con sua sorella Sis in un piccolo appartamento vicino alla vecchia casa dove i mostri si sono stabiliti. Nel corso della serie, Carletto non solo incontra dei mostri un po' buoni o un po' cattivi, e fa amicizia con gli uomini, ma deve anche aiutare Hiroshi e rendere più felice la sorella del proprio amico.
In tutti i vari episodi Carletto e il suo trio, soprattutto in compagnia di Hiroshi, vivono un'avventura dopo l'altra in cui mostri e umani si affrontano, si capiscono, si combattono e diventano amici, ma soprattutto mirano alla salvezza del mondo da pericoli mostruosi e demoniaci, nonostante il mondo non sia più popolato da mostri come una volta.
Nel finale della serie, dopo aver superato tanti guai per motivi di studio, Carletto e il suo trio torneranno a Mostrilandia, abbandonando Hiroshi per sempre dopo che lui ha sempre causato problemi a tutti anche tentando di rendere felice sua sorella che finalmente lo tratterà bene.

## Personaggi

Carletto, Conte, Wolf e Frankie nella sigla iniziale dell'anime

- Carletto De Mostris: ha l'aspetto di un bambino, anche se si capisce ben presto che è più grande di quanto sembri. È figlio del re di Mostrilandia, il paese dei mostri, e ha il potere di cambiare forma, volto e di allungare mani e piedi. Si muove spesso su una scopa volante, e abita in una vecchia casa insieme a Lupo, Frank e Dracula. Utilizza un passaggio segreto che parte dal suo frigorifero e che lo porta nella camera del suo piccolo vicino di casa Hiroshi. La sua unica debolezza sono i tuoni, di cui ha paura.
- Hiroshi Ichikawa: è un bambino umano ed è il migliore amico di Carletto. Orfano di entrambi i genitori, vive con la sorella maggiore Sis.
- Lupo: detto anche Wolf o Uomo Lupo, è il cuoco della casa in cui abitano i mostri. Parla con un accento tedesco e di giorno è umano, mentre di notte, se c'è la luna piena, si tramuta in un lupo mannaro.
- Frank: è la parodia di Frankenstein. È il maggiordomo della casa, alto, grosso e dotato di una forza enorme. Parla con un linguaggio spesso incomprensibile.
- Conte Dracula: passa il giorno a dormire, esce soltanto di notte e beve succo di pomodoro invece che sangue umano. Parla con un accento francese.
- Sis: è la sorella di Hiroshi.

### Mostri secondari
- Il dottor No: è il medico dei mostri.
- L'uomo pesce: sembra venire dall'Amazzonia ed è la parodia del celebre Il mostro della laguna nera
- Nobilas: è un mostro che somiglia a un dinosauro verde.
- Kong: è una parodia di King Kong.
- Kaiko: è l'amica custode di Carletto.
- Willy: è il mostro tiravento.
- Il ragazzo delle nevi: apparentemente viene dall'Himalaya.
- Grugno: è un mostro animale domestico color rosa, dall'aspetto orribile ma dall'indole molto buona.
- Haniwa: è una specie di demonio che diventa amico di Carletto.
- Gamera: è la parodia dell'omonimo e celebre mostro protagonista di diversi film Kaiju.
- L'uomo invisibile: è un essere che con una benda e gli occhiali diventa visibile.
- Bem: un alieno nemico di Carletto.
- Nonna Grimm: aiutante di Carletto.
- Granny Cornacchia: aiutante di Kaiko.

## Doppiaggio e trasmissione in Italia
| Personaggi      | Voce giapponese   | Voce giapponese             | Voce italiana | Voce italiana        | Voce italiana |
| Personaggi      | Serie 1           | Serie 2                     | Prima edizione | Seconda edizione     | Terza edizione |
| --------------- | ----------------- | --------------------------- | --- | -------------------- | --- |
| Carletto        | Fuyumi Shiraishi  | Masako Nozawa               | Massimo Corizza (episodi) Alessio Cigliano (OAV) | Massimo Corizza      | Massimo Corizza |
| Hiroshi         | Minori Matsushima | Katsue Miwa                 | Fabrizio Manfredi | Massimo Di Benedetto | Andrea Rotolo |
| Frank           | Masao Imanishi    | Taro Sagami Shingo Kanemoto | Giuseppe Fortis | Pietro Ubaldi        | Stefano Cutaia |
| Conte Dracula   | Hiroshi Otake     | Kaneta Kimotsuki            | Roberto Del Giudice | Paolo De Santis      | Luca Ghignone |
| Wolf            | Shingo Kanemoto   | Takuzou Kamiyama            | Rodolfo Baldini | Oliviero Corbetta    | Pietro Ubaldi |
| Kaiko           | Assente           | Eiko Masuyama               | Carla Comaschi Francesca Rossiello (OAV) | Assente              | Laura Valastro |
| Dottor No       | Assente           | Reizou Nomoto               | Carlo Croccolo | Assente              | Massimiliano Lotti |
| Sis             | Mariko Mukai      | Chiyoko Kawashima           | Silvia Pepitoni (episodi) Graziella Polesinanti (OAV) | Barbara Vivacqua     | Luana Congedo |
| Ako             | Assente           | Keiko Han                   | Antonella Baldini | Assente              | Veronica Cuscusa |
| Kizao           | Assente           | Sanji Hase                  | Marco Guadagno | Assente              | Gianandrea Muià |
| Banja           | Assente           | Kiyonobu Suzuki             | Fabrizio Mazzotta | Assente              | Roberto Giovenco |
| Uomo Pesce      | Assente           | Shigeru Chiba               | Bruno Cattaneo |                      | Ruggero Andreozzi |
| Nobilas         | ?                 | ?                           | Gastone Pescucci | Assente              | Alberto Pagnotta |
| Bem             | Assente           | Shun Yashiro                | Gastone Pescucci | Assente              | |
| Kong            | ?                 | ?                           | Luciano Roffi | Assente              | |
| Voci aggiuntive | ?                 | ?                           | Carlo Allegrini Sergio Matteucci Manlio Guardabassi Oliviero Dinelli Carlo Reali Mario Milita Vittorio Di Prima Giuliano Santi Giorgio Borghetti Daniela Saria Massimo Venturiello Giorgio Locuratolo Francesca Palopoli Diego Michelotti | Riccardo Rovatti     | Riccardo Rovatti Lorenzo Scattorin Maurizio Merluzzo Massimo Triggiani Stefano Pozzi Michele Posa Katia Sorrentino Annalisa Longo Walter Rivetti Maurizio Di Girolamo Francesco Rovatti Marco Musso Riccardo Sarti |

### Prima edizione
Il doppiaggio italiano è stato effettuato presso gli studi Arizona sotto la direzione di Aldo Barberito.
Questa edizione di 52 episodi (ovvero 104 segmenti) è stata trasmessa inizialmente su Italia 1 dal 12 giugno al settembre 1983 all'interno del contenitore Bim Bum Bam - Ritorno da scuola, ed è stata poi replicata su reti regionali, fra cui il circuito Junior TV.

### Seconda edizione
A partire dalla fine del 2009 sono stati doppiati, per conto di Yamato Video, diversi episodi rimasti inediti in Italia. Ad eccezione di Massimo Corizza, voce storica di Carletto, per le altre voci dei personaggi ci si è affidati ad altri doppiatori, indicati nella tabella soprastante.
Unendo alcuni episodi già presenti nella prima edizione (ma non tutti) e alcuni segmenti tratti da questo nuovo doppiaggio si è ottenuta una nuova edizione di 88 segmenti, per un totale di 44 episodi. Questa versione è stata pubblicata da Yamato Video in due box DVD sempre con 44 episodi l'uno e poi trasmessa interamente in televisione sui canali di Sky DeA Kids (nel 2009) e Super3, sul canale terrestre Anime Gold (nel 2011), di nuovo sul satellitare con Man-ga e infine su Boing dal 4 luglio 2016. Nella versione televisiva, il segmento "Lo specchio magico" proveniente dal doppiaggio storico è presente come prima parte dell'episodio 42, ma in realtà contrariamente esso non è incluso sul retro di copertina del secondo cofanetto DVD e al suo posto è disponibile uno speciale segmento inedito intitolato "Noioso anno nuovo". Gli altri 4 segmenti: l'episodio 43 "L'uomo delle nevi"-"Un fulmino birichino" e l'episodio 44 "Joker"-"Di nuovo in famiglia" restano sempre gli episodi definitivi della serie sia nella versione televisiva che sul retro di copertina del secondo cofanetto DVD.

### Terza edizione
Dal 1º gennaio al 5 novembre 2019, sono stati trasmessi su Man-ga i restanti episodi inediti della serie doppiati, tranne l'episodio 60 e la seconda parte dell'episodio 81 che rimangono del tutto inediti. Il 29 luglio 2021, Yamato Video ha annunciato il doppiaggio degli episodi successivi.

## Episodi
Nella pagina allegata si elencano tutti gli episodi della serie in base all'ordine originale giapponese. Nell'edizione italiana, in due edizioni, sia in TV che in DVD, il primo episodio è "Diventiamo amici", mentre l'ultimo episodio è "Di nuovo in famiglia". Qui spesso si indica la lista degli episodi compresi in ciascuna edizione italiana:

### Edizione originale
In questa edizione contengono 52 episodi (per 104 segmenti) originali della serie.
| N°  | Episodi Prima Edizione (TV, 52 episodi) |
| --- | --------------------------------------- |
| 01a | Diventiamo amici                        |
| 01b | Carletto cambia casa                    |
| 02a | Un rapimento pericoloso                 |
| 02b | La ricerca in mostrologia               |
| 03a | Una questione di stile                  |
| 03b | Un gatto in cerca di orecchie           |
| 04a | La musica mostruosa                     |
| 04b | Una famiglia unita                      |
| 05a | Un ventaglio di vento                   |
| 05b | Il mostro dormiglione                   |
| 06a | La piovra volante                       |
| 06b | I tre angioletti                        |
| 07a | Il mantello del conte                   |
| 07b | Attenti all'acqua                       |
| 08a | Il museo delle cere                     |
| 08b | Una sardina di tre quintali             |
| 09a | I mostri vanno a lavorare               |
| 09b | Un lago affollato                       |
| 10a | Un cucciolo                             |
| 10b | Una macchina truccata                   |
| 11a | I mostri hanno cuore                    |
| 11b | Il lupacchiotto triste                  |
| 12a | Il dottor No e il dottor Yes            |
| 12b | Lo zio Frank                            |
| 13a | Un'operazione di plastica               |
| 13b | Il mostro di neve                       |
| 14a | Un Capodanno fuori dal comune           |
| 14b | L'allievo supera il maestro             |
| 15a | Un cavallo, un genio, un tappeto        |
| 15b | I tre desideri                          |
| 16a | Una mente mostruosa                     |
| 16b | Tutti i gusti sono gusti                |
| 17a | Joe di giugno                           |
| 17b | La potenza della cattiveria             |
| 18a | Il cacciatore di teste                  |
| 18b | Il cactus venuto da lontano             |
| 19a | Attenti al cane                         |
| 19b | L'importanza di chiamarsi Hiroshi       |
| 20a | L'uomo invisibile                       |
| 20b | Il genio della sabbia                   |
| 21a | La mummia                               |
| 21b | Sbadiglio                               |
| 22a | Il signor Ombra                         |
| 22b | Mosca                                   |
| 23a | Cose da dinosauri                       |
| 23b | Il giorno degli alberi                  |
| 24a | A scuola di magia                       |
| 24b | Un piano diabolico                      |
| 25a | Il ritratto                             |
| 25b | Avventure nel sottosuolo                |
| 26a | La ragazza di Carletto                  |
| 26b | Il mal d'Africa                         |
| 27a | La casa delle bambole                   |
| 27b | Il grande cuoco                         |
| 28a | Il principe delle mummie                |
| 28b | Il disco volante                        |
| 29a | Sfida ai mostri                         |
| 29b | Il gatto rapito                         |
| 30a | Le bolle magiche                        |
| 30b | Maniwa e il demonio                     |
| 31a | Il conte contro l'uomo zanzara          |
| 31b | Il mostro d'energia                     |
| 32a | L'esercito dei mostri                   |
| 32b | L'uomo conchiglia                       |
| 33a | Polaris                                 |
| 33b | Olimpiadi                               |
| 34a | Famedoro                                |
| 34b | Famedoro va in città                    |
| 35a | Il cappello di Satana                   |
| 35b | Avventura in fondo al mare              |
| 36a | Il vecchio e il fumo                    |
| 36b | La riunione dei mostri                  |
| 37a | Muffa                                   |
| 37b | Uno strano castello                     |
| 38a | Il cacciatore                           |
| 38b | I mostri nella prateria                 |
| 39a | Fratelli siamesi                        |
| 39b | La rosa carinvora                       |
| 40a | I ragazzi piranha                       |
| 40b | Il paladino degli uccelli               |
| 41a | Una gita al mare                        |
| 41b | L'invasione dei fagioloni               |
| 42a | Il portasfortuna                        |
| 42b | Re pinguino alla ricerca del freddo     |
| 43a | Un'occasione da non perdere             |
| 43b | Barney il pisellino                     |
| 44a | Carletto capellone                      |
| 44b | Sul set                                 |
| 45a | Mostri in cerca d'autore                |
| 45b | I sette nani samurai                    |
| 46a | Le sculture viventi                     |
| 46b | L'avventura nella foresta dei mostri    |
| 47a | Attenti alle donne                      |
| 47b | Il bimbo in maschera                    |
| 48a | Sogno o son desto                       |
| 48b | Uno scheletro di successo               |
| 49a | Il fantastico dottor Quack              |
| 49b | Una gita alle terme                     |
| 50a | Le talpe                                |
| 50b | Lo specchio magico                      |
| 51a | L'uomo delle nevi                       |
| 51b | Un fulmino birichino                    |
| 52a | Joker                                   |
| 52b | Di nuovo in famiglia                    |

### Edizione Yamato Video
In questa edizione, dal 2009, è stata rifatta con 44 episodi (per 85 segmenti più 3 inediti) da Yamato Video in DVD. Nel Box 1 contengono gli episodi 1-21, mentre nel Box 2 contengono gli episodi 22-44. Infatti, questi episodi vengono ritrasmessi anche in TV. Dal 2019 vengono trasmessi e pubblicati 84 episodi complessivi. Vengono omessi solo diciannove segmenti della prima edizione storica e altri tre segmenti che rimangono inediti. Dagli inizi degli anni 2020, tutti gli episodi completi sono stati pubblicati in DVD con due parti, per un totale di 84 episodi per 168 segmenti.

#### Prima serie
| N°  | Episodi Seconda Edizione (Dal 2009, trasmessa in TV e in DVD, 44 episodi) |
| --- | ------------------------------------------------------------------------- |
| 01a | Diventiamo amici                                                          |
| 01b | Carletto cambia casa                                                      |
| 02a | Un rapimento pericoloso                                                   |
| 02b | La ricerca in mostrologia                                                 |
| 03a | Una questione di stile                                                    |
| 03b | Un gatto in cerca di orecchie                                             |
| 04a | Una famiglia unita                                                        |
| 04b | La piovra volante                                                         |
| 05a | Un ventaglio di vento                                                     |
| 05b | Il mostro dormiglione                                                     |
| 06a | Il mantello del conte                                                     |
| 06b | Attenti all'acqua                                                         |
| 07a | Il museo delle cere                                                       |
| 07b | Una sardina di tre quintali                                               |
| 08a | I mostri vanno a lavorare                                                 |
| 08b | Un lago affollato                                                         |
| 09a | Un cucciolo                                                               |
| 09b | Il mostro di neve                                                         |
| 10a | I mostri hanno cuore                                                      |
| 10b | Il lupacchiotto triste                                                    |
| 11a | Il dottor No e il dottor Yes                                              |
| 11b | Lo zio Frank                                                              |
| 12a | Un Capodanno fuori dal comune                                             |
| 12b | L'allievo supera il maestro                                               |
| 13a | Una mente mostruosa                                                       |
| 13b | Mosca                                                                     |
| 14a | Joe di giugno                                                             |
| 14b | La potenza della cattiveria                                               |
| 15a | Il cacciatore di teste                                                    |
| 15b | Il cactus venuto da lontano                                               |
| 16a | Attenti al cane                                                           |
| 16b | L'importanza di chiamarsi Hiroshi                                         |
| 17a | L'uomo invisibile                                                         |
| 17b | Il genio della sabbia                                                     |
| 18a | La mummia                                                                 |
| 18b | Sbadiglio                                                                 |
| 19a | Cose da dinosauri                                                         |
| 19b | Il giorno degli alberi                                                    |
| 20a | A scuola di magia                                                         |
| 20b | Un piano diabolico                                                        |
| 21a | Il ritratto                                                               |
| 21b | Avventure nel sottosuolo                                                  |
| 22a | Un trio mostruoso                                                         |
| 22b | Un candidato alla scuola dei mostri                                       |
| 23a | La ragazza di Carletto                                                    |
| 23b | Il mal d'Africa                                                           |
| 24a | La casa delle bambole                                                     |
| 24b | Il grande cuoco                                                           |
| 25a | Il disco volante                                                          |
| 25b | Le bolle magiche                                                          |
| 26a | Sfida ai mostri                                                           |
| 26b | Il gatto rapito                                                           |
| 27a | Il conte contro l'uomo zanzara                                            |
| 27b | L'uomo conchiglia                                                         |
| 28a | Famedoro                                                                  |
| 28b | Famedoro va in città                                                      |
| 29a | Polaris                                                                   |
| 29b | Olimpiadi                                                                 |
| 30a | Il cappello di Satana                                                     |
| 30b | Il portasfortuna                                                          |
| 31a | Il vecchio e il fumo                                                      |
| 31b | La riunione dei mostri                                                    |
| 32a | Muffa                                                                     |
| 32b | Uno strano castello                                                       |
| 33a | Fratelli siamesi                                                          |
| 33b | La rosa carnivora                                                         |
| 34a | Il cacciatore                                                             |
| 34b | I mostri nella prateria                                                   |
| 35a | I ragazzi piranha                                                         |
| 35b | Il paladino degli uccelli                                                 |
| 36a | Barney il pisellino                                                       |
| 36b | Sogno o son desto                                                         |
| 37a | Carletto capellone                                                        |
| 37b | Sul set                                                                   |
| 38a | Mostri in cerca d'autore                                                  |
| 38b | I sette nani samurai                                                      |
| 39a | Le sculture viventi                                                       |
| 39b | L'avventura nella foresta dei mostri                                      |
| 40a | Attenti alle donne                                                        |
| 40b | Il bimbo in maschera                                                      |
| 41a | Il fantastico dottor Quack                                                |
| 41b | Una gita alle terme                                                       |
| 42a | Lo specchio magico / Noioso anno nuovo                                    |
| 42b | Hiroshi scappa da casa                                                    |
| 43a | L'uomo delle nevi                                                         |
| 43b | Un fulmino birichino                                                      |
| 44a | Joker                                                                     |
| 44b | Di nuovo in famiglia                                                      |

#### Seconda serie
| N°  | Episodi Terza Edizione (Dal 2019, 84 episodi)   |
| --- | ----------------------------------------------- |
| 45a | Lo stupefacente mostro-manga                    |
| 45b | Tarantula                                       |
| 46a | Il mostro assicuratore                          |
| 46b | Norakura, il mostro pigrone                     |
| 47a | Scarruffo e Scarmiglia                          |
| 47b | I mostri samurai la fanno franca                |
| 48a | Lo scatenato mostro mano                        |
| 48b | Il mostro chiromante                            |
| 49a | La cucaracha                                    |
| 49b | Chiuso per ferie                                |
| 50a | L'invasione dei mostri spaziali - Prima parte   |
| 50b | L'invasione dei mostri spaziali - Seconda parte |
| 51a | Voglio fare la modella                          |
| 51b | Una nuova Kaiko                                 |
| 52a | L'asso del tennis                               |
| 52b | Una torta fantastica                            |
| 53a | La pianta dei cento anni                        |
| 53b | Il ritorno di Muscolo                           |
| 54a | Super Battle Royal                              |
| 54b | Che mal di denti!                               |
| 55a | Un cigno da salvare                             |
| 55b | Il mostro pilota                                |
| 56a | Battaglia sulla neve                            |
| 56b | Il mostro dirigibile                            |
| 57a | M.B.I. Operazione mostro - Prima parte          |
| 57b | M.B.I. Operazione mostro - Seconda parte        |
| 58a | La Falsa Mostrilandia - Prima parte             |
| 58b | La Falsa Mostrilandia - Seconda parte           |
| 59a | Forza, bambino mostro! - Prima parte            |
| 59b | Forza, bambino mostro! - Seconda parte          |
| 60a | Il ritorno di Willy Tiravento                   |
| 60b | Il generale Malbon                              |
| 61a | Il mostro dei malefici                          |
| 61b | La remora George                                |
| 62a | Il possente Yamagami                            |
| 62b | Il compleanno del conte                         |
| 63a | Il barone Eibenbach                             |
| 63b | Sfida alla Monster League                       |
| 64a | Black Bat l'incapace                            |
| 64b | Il fantasma Poltergeist                         |
| 65a | Il mostro fotografo Kaishan                     |
| 65b | Un mostro alla moda                             |
| 66a | Il ritorno di Demokin - Prima parte             |
| 66b | Il ritorno di Demokin - Seconda parte           |
| 67a | L'onda fantasma                                 |
| 67b | L'uomo primitivo di Pechino                     |
| 68a | Le prime parole di Frank                        |
| 68b | Una sorellina per Carletto                      |
| 69a | La vendetta di Big Eye - Prima parte            |
| 69b | La vendetta di Big Eye - Seconda parte          |
| 70a | Il mostro di ferro                              |
| 70b | Il demone dell'influenza                        |
| 71a | Il doposcuola demoniaco - Prima parte           |
| 71b | Il doposcuola demoniaco - Seconda parte         |
| 72a | Al di là della porta                            |
| 72b | Corri, Pegasus!                                 |
| 73a | Panicman                                        |
| 73b | La mela dei sogni                               |
| 74a | Il leggendario Sonkoku                          |
| 74b | Il mostro timidone                              |
| 75a | Il regalo più bello                             |
| 75b | Alla ricerca dei fiori                          |
| 76a | L'orologio a pendolo                            |
| 76b | Un giorno in piscina                            |
| 77a | Il condominio dei mostri                        |
| 77b | I predatori dell'orto perduto                   |
| 78a | Il ritorno dei figli dei mostri                 |
| 78b | Il mostro tromba d'aria                         |
| 79a | Il centro di addestramento mostri               |
| 79b | Vota Dracula                                    |
| 80a | MonsterChef                                     |
| 80b | Il ladro dai mille volti                        |
| 81a | Il mostro di pietra                             |
| 81b | Finalmente fidanzati?                           |
| 82a | L'uccello misterioso                            |
| 82b | Il diabolico Candleman                          |
| 83a | Un volto familiare - Prima parte                |
| 83b | Un volto familiare - Seconda parte              |
| 84a | Il giorno dell'addio - Prima parte              |
| 84b | Il giorno dell'addio - Seconda parte            |

### Curiosità sull'anime
- Nell'episodio L'allievo supera il maestro tra la folla si notano Doraemon e Nobita.
- Nell'episodio Una famiglia unita e Il principe delle mummie, Una gita al mare e Re Pinguino alla ricerca del freddo appare Doraemon.
- Nell'episodio Una macchina truccata appare Suneo.
- Nell'episodio Joe di Giugno si fa un chiaro riferimento al grande campione di baseball italo americano Joe DiMaggio.
- Nell'episodio Olimpiadi i personaggi conoscono il mostro Famedoro sebbene sia già apparso in Famedoro e Famedoro va in città. Difatti nella prima edizione italiana sono stati invertiti fra loro gli episodi originali 33 (Polaris/Olimpiadi) e 34 (Famedoro/Famedoro va in città); lo stesso è successo anche fra gli episodi 38 (Il cacciatore/I mostri nella prateria) e 39 (Fratelli siamesi/La rosa carnivora). Gli errori sono stati corretti nella seconda edizione italiana.
- Negli episodi inediti si incentra sulle continue avventure sui mostri e anche alle prese con i demoni, mentre Hiroshi è ormai come ospite di Mostrilandia.
- Nonostante il primo episodio Diventiamo amici, spesso l'ultimo episodio della serie anime è Di nuovo in famiglia, trasmesso in Italia in due edizioni sia in TV che nel secondo cofanetto DVD. L'ultimo episodio viene trasmesso anche nei paesi stranieri. Il resto di tutti gli altri episodi soprattutto il finale rimangono inediti in Italia e in alcuni paesi tranne in Giappone, negli Stati Uniti d'America e in Corea del Sud. Dal 2019, sono arrivati i restanti episodi inediti doppiati, tranne l'episodio 60 e la seconda parte dell'episodio 81 che rimangono del tutto inediti.

## Film
La serie in bianco e nero venne condensata in un lungometraggio riassuntivo proiettato in Giappone il 18 marzo 1969 all'interno del Toei Manga Festival.
Dalla serie a colori sono stati tratti diversi film d'animazione. Il primo è Carletto il principe dei mostri - Invito al paese dei mostri (怪物くん 怪物ランドへの招待?, Kaibutsu-kun: Kaibutsu rando e no shōtai), uscito in Giappone il 14 marzo 1981 assieme al lungometraggio Doraemon esplora lo spazio, che racconta di una vacanza di Carletto insieme ad Hiroshi nel fantastico mondo di Mostrilandia; il secondo è Carletto il principe dei mostri - La spada del demone (怪物くん デーモンの剣?, Kaibutsu-kun: Demon no ken), uscito in Giappone il 13 marzo 1982 assieme al lungometraggio Doraemon nel paese delle meraviglie, dedicato alla missione per salvare il padre di Carletto, il re di Mostrilandia. Questi due lungometraggi sono stati doppiati in italiano a cura della ITB e trasmessi sulle televisioni locali, e La spada del demone è stato anche distribuito in VHS. Il terzo è Carletto il principe dei mostri - Il tradimento di Hiroshi (怪物くん ヒロシくんの裏切り?, Kaibutsu-kun: Hiroshi-kun no uragiri) sempre nel 1982, in cui Hiroshi viene rapito dai diavoli che lo trasformano in un essere seriamente scontroso, scorbutico e cattivo: quest'ultimo è inedito in Italia.

## Spin-off
Dal manga è stato realizzato un spin-off, intitolato Purinsu Demokin, mentre dall'anime a colori è in produzione un altro spin-off, intitolato Le avventure solitarie di Hiroshi e Sis, che è il seguito della serie.

## Sigle

### Sigle giapponesi della serie del 1980
Tutte le sigle hanno testi di Fujiko Fujio, musica di Aboshi Kobayashi e sono arrangiate da Hiroshi Tsutsui.
Sigla di apertura:
- Yukaitsūkai kaibutsu-kun, cantata da: Masako Nozawa, Kaneta Kimotsuki, Takuzou Kamiyama e Tarō Sagami.

Sigle di chiusura:
- Ore tacha kaibutsu san-ningumi yo, cantata da: Kimotsuki Kaneta, Takuzou Kamiyama e Tarō Sagami (prima sigla);
- Shin kaibutsu-kun ondo, cantata da: Nozawa Masako, koorogi' 73, Kimotsuki Kaneta, Takuzou Kamiyama e Tarō Sagami (seconda sigla).

### Sigle italiane
Nella prima edizione le sigle erano due: in apertura Carletto e i mostri, scritta da Franco Migliacci su testo originale di Fujiko Fujio e composta da Asei Kobayashi, ed in chiusura Che paura mi fa, scritta sempre da Migliacci, composta e arrangiata da Mauro Goldsand e Aldo Tamborelli entrambe cantate da I Mostriciattoli. La prima era montata sulle immagini della sigla di apertura giapponese, ma era un riadattamento della prima sigla di chiusura originale Ore tacha kaibutsu san-ningumi yo; la seconda usava le prime immagini di chiusura (quelle originali di Ore tacha kaibutsu san-ningumi yo) ma era un remake della seconda sigla di chiusura Shin kaibutsu-kun ondo.
Nei credit sovrascritti alla sigla finale si riportano correttamente gli autori italiani e giapponesi, ma si confonde la posizione delle canzoni: Che paura mi fa è indicata come sigla musicale di testa, Carletto e i mostri è indicata come sigla musicale di coda.
Nella seconda edizione italiana le sigle sono cambiate per richiesta dei produttori giapponesi: come sigla di apertura vi è la nuova Effetto Carletto (testo italiano di Simon Luca), edizione italiana di Yukaitsūkai kaibutsu-kun sulle sue corrette immagini originali, cantata da Renata Bertolas; Carletto e i mostri è spostata in chiusura venendo anch'essa posizionata sopra le sue immagini originali, ed è presentata in una versione rifatta (seppure con lo stesso testo storico) incisa su una versione sintetizzata della base giapponese e cantata da Antonello Governale, Oliviero Corbetta e Pietro Ubaldi (negli episodi doppiati appositamente per la seconda edizione è invece cantata da Pietro Ubaldi, Paolo De Santis e Oliviero Corbetta). Non compare più Che paura mi fa.

### Sigla giapponese del dorama
- Monster, di apertura, cantata dagli Arashi.